# Mellom skogkledde aaser
Mellom skogkledde aaser (norveški: "Između šumovitih brda") debitantski je studijski album norveškog black metal-sastava Kampfar. Album je u srpnju 1997. godine objavila diskografska kuća Malicious Records.

## Popis pjesama
| 1.    | »Intro«                             | 0:06 |
| 2.    | »Valdogg«                           | 8:46 |
| 3.    | »Valgalderkvad«                     | 7:49 |
| 4.    | »Kledd i brynje og smykket blodorm« | 6:12 |
| 5.    | »Hymne«                             | 7:18 |
| 6.    | »Bukkeferd«                         | 6:44 |
| 7.    | »Naglfar / Ragnarok«                | 1:40 |
| 38:35 |                                     |      |

## Zasluge
Kampfar
- Dolk – vokali, bubnjevi, inženjer zvuka, miksanje
- Thomas – gitara, bas-gitara

Dodatni glazbenici
- Warhead – aranžman sintesajzera, produkcija, snimanje, miksanje
- Demonic – vokali (na pjesamama 1 i 7)
- Anne – vokali (na pjesmama 1 i 7)

Ostalo osoblje
- Fridtjof A. Lindeman – mastering
- Per Arne Hovland – fotografija
- Sven Helgesen – logotip